# سباق أمستل الذهبي للسيدات 2024
سباق أمستل الذهبي للسيدات 2024 هو سباق دراجات هوائية، وهو الموسم العاشر من سباق أمستل الذهبي للسيدات ‏، وأقيم في 14 أبريل 2024 ضمن سباقات طواف العالم للدراجات للسيدات 2024، وشارك فيه  138 متسابقاً ووصل إلى نهايته  122 متسابقاً.
فاز بالمركز الأول ماريان فوس، وفاز بالمركز الثاني لورينا ويبيس، وفاز بالمركز الثالث Ingvild Gåskjenn ‏، وتصدر تصنيف طواف العالم لوت كوبيكي.

## الفرق
| فرق سيدات عالمية (14)- إن إكس تي جي ريسينغ ‏ - كانيون–إس آر إيه إم ريسينغ 2024 ‏ - FDJ–Suez ‏ - بلانتور بورا سيلينج تيم ‏ - رالي سايكلنج 2024 ‏ - Lidl–Trek (women's team) ‏ - Liv AlUla Jayco ‏ - موفيستار للسيدات ‏ - فريق كوجياس ميتلر لوك برو للدراجات ‏ - فريق سنويب للسيدات ‏ - إس دي وركس ‏ - جامبو فيسما للسيدات ‏ - يو أي أيه تيم 2024 ‏ - فريق أونو إكس برو للدراجات للسيدات ‏ فرق دراجات قارية سيدات (10)- بنجوال شوفالمير ‏ - Cofidis Women Team ‏ - EF Education–Oatly ‏ - GT Krush Rebellease Pro Cycling ‏ - Hess Cycling Team ‏ - دروبز ‏ - لوتو بيليسول للسيدات ‏ - Proximus-Cyclis CT‏ - تيم كوب هايتك بوردكتس ‏ - باركهوتل فالكنبورغ ‏ |  |
| |  |

## المشاركون
| إس دي وركس ‏ SDW | إس دي وركس ‏ SDW          | إس دي وركس ‏ SDW |
| --------------- | ------------------------ | --------------- |
| م               | عداء                     | مرتبة           |
| 1               | ديمي فوليرينغ (طريق)     | 22              |
| 2               | لوت كوبيكي (طريق)        | 77              |
| 3               | Mischa Bredewold ‏ (طريق) | 84              |
| 4               | إيلينا سيتشيني           | 82              |
| 5               | Blanka Vas ‏ (طريق)       | 83              |
| 6               | لورينا ويبيس             | 2               |

| إن إكس تي جي ريسينغ ‏ AGS | إن إكس تي جي ريسينغ ‏ AGS | إن إكس تي جي ريسينغ ‏ AGS |
| ------------------------ | ------------------------ | ------------------------ |
| م                        | عداء                     | مرتبة                    |
| 11                       | آشلي مولمان              | 7                        |
| 12                       | Mireia Benito ‏           | لم يكمل السباق           |
| 13                       | Justine Ghekiere ‏        | 97                       |
| 14                       | كيمبرلي لي كورت          | لم يكمل السباق           |
| 15                       | Sarah Gigante ‏           | 72                       |
| 16                       | NED                      | 75                       |

| كانيون–إس آر إيه إم ‏ CSR | كانيون–إس آر إيه إم ‏ CSR | كانيون–إس آر إيه إم ‏ CSR |
| ------------------------ | ------------------------ | ------------------------ |
| م                        | عداء                     | مرتبة                    |
| 21                       | كاتارزينا نيفيادوما      | 20                       |
| 22                       | Neve Bradbury ‏           | 38                       |
| 23                       | Ricarda Bauernfeind ‏     | 18                       |
| 24                       | Elise Chabbey ‏           | 16                       |
| 25                       | تيفاني كرومويل           | 47                       |
| 26                       | ثريا بالادين             | 10                       |

| FDJ–Suez ‏ FST | FDJ–Suez ‏ FST   | FDJ–Suez ‏ FST  |
| ------------- | --------------- | -------------- |
| م             | عداء            | مرتبة          |
| 31            | Loes Adegeest ‏  | 85             |
| 32            | غريس براون      | 27             |
| 33            | Nina Buijsman ‏  | لم يكمل السباق |
| 34            | Léa Curinier ‏   | 13             |
| 35            | Amber Kraak ‏    | 8              |
| 36            | غلاديس فيرهلست ‏ | لم يكمل السباق |

| بلانتور بورا سيلينج تيم ‏ FED | بلانتور بورا سيلينج تيم ‏ FED | بلانتور بورا سيلينج تيم ‏ FED |
| ---------------------------- | ---------------------------- | ---------------------------- |
| م                            | عداء                         | مرتبة                        |
| 41                           | Millie Couzens ‏              | 92                           |
| 42                           | Yara Kastelijn ‏              | 9                            |
| 43                           | Greta Marturano ‏             | 69                           |
| 44                           | Flora Perkins ‏               | 51                           |
| 45                           | Pauliena Rooijakkers ‏        | 17                           |
| 46                           | Christina Schweinberger ‏     | 33                           |

| رالي سايكلنج ‏ HPH | رالي سايكلنج ‏ HPH   | رالي سايكلنج ‏ HPH |
| ----------------- | ------------------- | ----------------- |
| م                 | عداء                | مرتبة             |
| 51                | Henrietta Christie ‏ | 30                |
| 52                | روث ويندر           | لم يكمل السباق    |
| 53                | Barbara Malcotti ‏   | 39                |
| 54                | Katia Ragusa ‏       | 31                |
| 55                | Silvia Zanardi ‏     | 110               |
| 56                | Linda Zanetti ‏      | 73                |

| Lidl–Trek (women's team) ‏ LTK | Lidl–Trek (women's team) ‏ LTK | Lidl–Trek (women's team) ‏ LTK |
| ----------------------------- | ----------------------------- | ----------------------------- |
| م                             | عداء                          | مرتبة                         |
| 61                            | إليسا ونغو بورغيني (طريق)     | 5                             |
| 62                            | لوسيندا براند                 | 71                            |
| 63                            | برودي شابمان                  | لم يبدأ                       |
| 64                            | أماندا سبرات                  | 41                            |
| 65                            | شيرين فان أنروي               | 12                            |
| 66                            | Ellen van Dijk                | 44                            |

| Liv AlUla Jayco ‏ LAJ | Liv AlUla Jayco ‏ LAJ            | Liv AlUla Jayco ‏ LAJ |
| -------------------- | ------------------------------- | -------------------- |
| م                    | عداء                            | مرتبة                |
| 71                   | مارغريتا فيكتوريا غارسيا (طريق) | 15                   |
| 72                   | Caroline Andersson ‏             | 32                   |
| 73                   | Ingvild Gåskjenn ‏               | 3                    |
| 74                   | Alexandra Manly ‏                | 89                   |
| 75                   | Amber Pate ‏                     | 96                   |
| 76                   | Ella Wyllie ‏                    | 52                   |

| موفيستار للسيدات ‏ MOV | موفيستار للسيدات ‏ MOV         | موفيستار للسيدات ‏ MOV |
| --------------------- | ----------------------------- | --------------------- |
| م                     | عداء                          | مرتبة                 |
| 81                    | أرلينيس سيرا (طريق)           | 23                    |
| 82                    | Olivia Baril ‏                 | 40                    |
| 83                    | Jelena Erić (cyclist) ‏ (طريق) | 29                    |
| 84                    | فلورتجي ماكايج                | لم يكمل السباق        |
| 85                    | Mareille Meijering ‏           | 42                    |
| 86                    | Paula Patiño ‏ (طريق)          | 76                    |

| فريق كوجياس ميتلر لوك برو للدراجات ‏ CGS | فريق كوجياس ميتلر لوك برو للدراجات ‏ CGS | فريق كوجياس ميتلر لوك برو للدراجات ‏ CGS |
| --------------------------------------- | --------------------------------------- | --------------------------------------- |
| م                                       | عداء                                    | مرتبة                                   |
| 91                                      | Antri Christoforou ‏ (طريق)              | لم يكمل السباق                          |
| 92                                      | تمارا بالابولينا ‏ (طريق)                | 60                                      |
| 93                                      | Natalie Grinczer ‏                       | 48                                      |
| 94                                      | Elena Hartmann ‏                         | 74                                      |
| 96                                      | إيلينا بيروني                           | 93                                      |

| فريق سنويب للسيدات ‏ DFP | فريق سنويب للسيدات ‏ DFP | فريق سنويب للسيدات ‏ DFP |
| ----------------------- | ----------------------- | ----------------------- |
| م                       | عداء                    | مرتبة                   |
| 101                     | جولييت لابوس            | 19                      |
| 102                     | Francesca Barale ‏       | 56                      |
| 103                     | Eleonora Ciabocco ‏      | 55                      |
| 104                     | فايفر جورجي (طريق)      | 4                       |
| 105                     | NED                     | 104                     |
| 106                     | Nienke Vinke ‏           | 68                      |

| جامبو فيسما للسيدات ‏ TVL | جامبو فيسما للسيدات ‏ TVL | جامبو فيسما للسيدات ‏ TVL |
| ------------------------ | ------------------------ | ------------------------ |
| م                        | عداء                     | مرتبة                    |
| 111                      | ماريان فوس               | 1                        |
| 112                      | آنا هندرسون              | 11                       |
| 113                      | ريجان ماركوس             | 37                       |
| 114                      | NED                      | 21                       |
| 115                      | Fem van Empel ‏           | 25                       |
| 116                      | NED                      | 64                       |

| يو أي أيه تيم ‏ UAD | يو أي أيه تيم ‏ UAD   | يو أي أيه تيم ‏ UAD |
| ------------------ | -------------------- | ------------------ |
| م                  | عداء                 | مرتبة              |
| 121                | Silvia Persico ‏      | 70                 |
| 122                | ألينا أمياليوسيك     | 67                 |
| 123                | صوفيا بيرتيزولو      | 26                 |
| 124                | Eleonora Gasparrini ‏ | 6                  |
| 125                | Mikayla Harvey ‏      | 80                 |
| 126                | Alena Ivanchenko ‏    | 81                 |

| فريق أونو إكس برو للدراجات للسيدات ‏ UXM | فريق أونو إكس برو للدراجات للسيدات ‏ UXM | فريق أونو إكس برو للدراجات للسيدات ‏ UXM |
| --------------------------------------- | --------------------------------------- | --------------------------------------- |
| م                                       | عداء                                    | مرتبة                                   |
| 131                                     | سوزان أندرسن (طريق)                     | 59                                      |
| 132                                     | DEN                                     | 35                                      |
| 133                                     | Simone Boilard ‏                         | 14                                      |
| 134                                     | Marte Berg Edseth ‏                      | 54                                      |
| 135                                     | أنوسكا كوستر                            | 24                                      |
| 136                                     | Mie Bjørndal Ottestad ‏                  | 63                                      |

| Cofidis Women Team ‏ COF | Cofidis Women Team ‏ COF | Cofidis Women Team ‏ COF |
| ----------------------- | ----------------------- | ----------------------- |
| م                       | عداء                    | مرتبة                   |
| 141                     | FRA                     | 108                     |
| 142                     | Morgane Coston ‏         | 111                     |
| 143                     | Julie Bego ‏             | 50                      |
| 144                     | هانا لودفيغ             | 79                      |
| 145                     | Nikola Nosková ‏         | لم يبدأ                 |
| 146                     | كيرستي فان هافتن        | 107                     |

| EF Education–Oatly ‏ EFC | EF Education–Oatly ‏ EFC | EF Education–Oatly ‏ EFC |
| ----------------------- | ----------------------- | ----------------------- |
| م                       | عداء                    | مرتبة                   |
| 151                     | نينا كيسلر              | 58                      |
| 152                     | Veronica Ewers ‏         | 62                      |
| 153                     | Letizia Borghesi ‏       | 49                      |
| 154                     | Clara Emond ‏            | 36                      |
| 155                     | Magdeleine Vallieres ‏   | 53                      |
| 156                     | كلارا كوبينبرج          | 57                      |

| GT Krush Rebellease Pro Cycling ‏ BPC | GT Krush Rebellease Pro Cycling ‏ BPC | GT Krush Rebellease Pro Cycling ‏ BPC |
| ------------------------------------ | ------------------------------------ | ------------------------------------ |
| م                                    | عداء                                 | مرتبة                                |
| 161                                  | Marissa Baks ‏                        | 106                                  |
| 162                                  | هنريتا كولبورن                       | 102                                  |
| 163                                  | Femke de Vries ‏                      | 61                                   |
| 164                                  | NED                                  | 119                                  |
| 165                                  | Renee Van Hout‏                       | 65                                   |
| 166                                  | Meike Uiterwijk Winkel ‏              | 118                                  |

| باركهوتل فالكنبورغ ‏ VWT | باركهوتل فالكنبورغ ‏ VWT | باركهوتل فالكنبورغ ‏ VWT |
| ----------------------- | ----------------------- | ----------------------- |
| م                       | عداء                    | مرتبة                   |
| 171                     | Sabrina Stultiens ‏      | 34                      |
| 172                     | Anne Dijkstra ‏          | 43                      |
| 173                     | Eline Jansen (cyclist) ‏ | 28                      |
| 174                     | NED                     | 86                      |
| 175                     | Quinty Schoens ‏         | 45                      |
| 176                     | Margot Vanpachtenbeke ‏  | 46                      |

| بنجوال شوفالمير ‏ CHE | بنجوال شوفالمير ‏ CHE | بنجوال شوفالمير ‏ CHE |
| -------------------- | -------------------- | -------------------- |
| م                    | عداء                 | مرتبة                |
| 183                  | مالين إريكسن ‏        | 114                  |
| 184                  | Cleo Kiekens ‏        | 78                   |
| 185                  | حنا نيلسون           | لم يكمل السباق       |
| 186                  | Emily Watts ‏         | لم يكمل السباق       |

| Hess Cycling Team ‏ HCT | Hess Cycling Team ‏ HCT | Hess Cycling Team ‏ HCT |
| ---------------------- | ---------------------- | ---------------------- |
| م                      | عداء                   | مرتبة                  |
| 191                    | Sara Casasola ‏         | 94                     |
| 192                    | Nicole Frain ‏          | 100                    |
| 193                    | Rotem Gafinovitz ‏      | 99                     |
| 194                    | Grace Lister ‏          | 115                    |
| 195                    | Holly Ramsey‏           | OTL                    |
| 196                    | Liv Wenzel‏             | 117                    |

| دروبز ‏ LPW | دروبز ‏ LPW             | دروبز ‏ LPW     |
| ---------- | ---------------------- | -------------- |
| م          | عداء                   | مرتبة          |
| 201        | هايدي فرانز            | لم يكمل السباق |
| 202        | أليسيا غونزاليس بلانكو | 109            |
| 203        | Ella Jamieson‏          | 121            |
| 204        | Eluned King ‏           | 112            |
| 205        | SWE                    | 66             |
| 206        | NED                    | 88             |

| لوتو بيليسول للسيدات ‏ LDL | لوتو بيليسول للسيدات ‏ LDL | لوتو بيليسول للسيدات ‏ LDL |
| ------------------------- | ------------------------- | ------------------------- |
| م                         | عداء                      | مرتبة                     |
| 211                       | NED                       | 120                       |
| 212                       | Audrey De Keersmaeker ‏    | 122                       |
| 213                       | Alberte Greve ‏            | 98                        |
| 214                       | BEL                       | OTL                       |
| 215                       | Anna van Wersch ‏          | 105                       |
| 216                       | Quinty van de Guchte ‏     | 91                        |

| Proximus-Cyclis CT‏ ___ | Proximus-Cyclis CT‏ ___ | Proximus-Cyclis CT‏ ___ |
| ---------------------- | ---------------------- | ---------------------- |
| م                      | عداء                   | مرتبة                  |
| 221                    | Amber Aernouts‏         | لم يكمل السباق         |
| 223                    | Adèle Hurteloup‏        | لم يكمل السباق         |
| 224                    | Lone Meertens ‏         | لم يكمل السباق         |
| 225                    | Febe Poppe‏             | 113                    |
| 226                    | NED                    | 90                     |

| تيم كوب هايتك بوردكتس ‏ HPU | تيم كوب هايتك بوردكتس ‏ HPU | تيم كوب هايتك بوردكتس ‏ HPU |
| -------------------------- | -------------------------- | -------------------------- |
| م                          | عداء                       | مرتبة                      |
| 231                        | India Grangier ‏            | لم يكمل السباق             |
| 232                        | NOR                        | 95                         |
| 233                        | NOR                        | 103                        |
| 234                        | NOR                        | 101                        |
| 235                        | April Tacey ‏               | 116                        |
| 236                        | NED                        | 87                         |

| إس دي وركس ‏ SDW | إس دي وركس ‏ SDW          | إس دي وركس ‏ SDW |
| --------------- | ------------------------ | --------------- |
| م               | عداء                     | مرتبة           |
| 1               | ديمي فوليرينغ (طريق)     | 22              |
| 2               | لوت كوبيكي (طريق)        | 77              |
| 3               | Mischa Bredewold ‏ (طريق) | 84              |
| 4               | إيلينا سيتشيني           | 82              |
| 5               | Blanka Vas ‏ (طريق)       | 83              |
| 6               | لورينا ويبيس             | 2               |

| إن إكس تي جي ريسينغ ‏ AGS | إن إكس تي جي ريسينغ ‏ AGS | إن إكس تي جي ريسينغ ‏ AGS |
| ------------------------ | ------------------------ | ------------------------ |
| م                        | عداء                     | مرتبة                    |
| 11                       | آشلي مولمان              | 7                        |
| 12                       | Mireia Benito ‏           | لم يكمل السباق           |
| 13                       | Justine Ghekiere ‏        | 97                       |
| 14                       | كيمبرلي لي كورت          | لم يكمل السباق           |
| 15                       | Sarah Gigante ‏           | 72                       |
| 16                       | NED                      | 75                       |

| كانيون–إس آر إيه إم ‏ CSR | كانيون–إس آر إيه إم ‏ CSR | كانيون–إس آر إيه إم ‏ CSR |
| ------------------------ | ------------------------ | ------------------------ |
| م                        | عداء                     | مرتبة                    |
| 21                       | كاتارزينا نيفيادوما      | 20                       |
| 22                       | Neve Bradbury ‏           | 38                       |
| 23                       | Ricarda Bauernfeind ‏     | 18                       |
| 24                       | Elise Chabbey ‏           | 16                       |
| 25                       | تيفاني كرومويل           | 47                       |
| 26                       | ثريا بالادين             | 10                       |

| FDJ–Suez ‏ FST | FDJ–Suez ‏ FST   | FDJ–Suez ‏ FST  |
| ------------- | --------------- | -------------- |
| م             | عداء            | مرتبة          |
| 31            | Loes Adegeest ‏  | 85             |
| 32            | غريس براون      | 27             |
| 33            | Nina Buijsman ‏  | لم يكمل السباق |
| 34            | Léa Curinier ‏   | 13             |
| 35            | Amber Kraak ‏    | 8              |
| 36            | غلاديس فيرهلست ‏ | لم يكمل السباق |

| بلانتور بورا سيلينج تيم ‏ FED | بلانتور بورا سيلينج تيم ‏ FED | بلانتور بورا سيلينج تيم ‏ FED |
| ---------------------------- | ---------------------------- | ---------------------------- |
| م                            | عداء                         | مرتبة                        |
| 41                           | Millie Couzens ‏              | 92                           |
| 42                           | Yara Kastelijn ‏              | 9                            |
| 43                           | Greta Marturano ‏             | 69                           |
| 44                           | Flora Perkins ‏               | 51                           |
| 45                           | Pauliena Rooijakkers ‏        | 17                           |
| 46                           | Christina Schweinberger ‏     | 33                           |

| رالي سايكلنج ‏ HPH | رالي سايكلنج ‏ HPH   | رالي سايكلنج ‏ HPH |
| ----------------- | ------------------- | ----------------- |
| م                 | عداء                | مرتبة             |
| 51                | Henrietta Christie ‏ | 30                |
| 52                | روث ويندر           | لم يكمل السباق    |
| 53                | Barbara Malcotti ‏   | 39                |
| 54                | Katia Ragusa ‏       | 31                |
| 55                | Silvia Zanardi ‏     | 110               |
| 56                | Linda Zanetti ‏      | 73                |

| Lidl–Trek (women's team) ‏ LTK | Lidl–Trek (women's team) ‏ LTK | Lidl–Trek (women's team) ‏ LTK |
| ----------------------------- | ----------------------------- | ----------------------------- |
| م                             | عداء                          | مرتبة                         |
| 61                            | إليسا ونغو بورغيني (طريق)     | 5                             |
| 62                            | لوسيندا براند                 | 71                            |
| 63                            | برودي شابمان                  | لم يبدأ                       |
| 64                            | أماندا سبرات                  | 41                            |
| 65                            | شيرين فان أنروي               | 12                            |
| 66                            | Ellen van Dijk                | 44                            |

| Liv AlUla Jayco ‏ LAJ | Liv AlUla Jayco ‏ LAJ            | Liv AlUla Jayco ‏ LAJ |
| -------------------- | ------------------------------- | -------------------- |
| م                    | عداء                            | مرتبة                |
| 71                   | مارغريتا فيكتوريا غارسيا (طريق) | 15                   |
| 72                   | Caroline Andersson ‏             | 32                   |
| 73                   | Ingvild Gåskjenn ‏               | 3                    |
| 74                   | Alexandra Manly ‏                | 89                   |
| 75                   | Amber Pate ‏                     | 96                   |
| 76                   | Ella Wyllie ‏                    | 52                   |

| موفيستار للسيدات ‏ MOV | موفيستار للسيدات ‏ MOV         | موفيستار للسيدات ‏ MOV |
| --------------------- | ----------------------------- | --------------------- |
| م                     | عداء                          | مرتبة                 |
| 81                    | أرلينيس سيرا (طريق)           | 23                    |
| 82                    | Olivia Baril ‏                 | 40                    |
| 83                    | Jelena Erić (cyclist) ‏ (طريق) | 29                    |
| 84                    | فلورتجي ماكايج                | لم يكمل السباق        |
| 85                    | Mareille Meijering ‏           | 42                    |
| 86                    | Paula Patiño ‏ (طريق)          | 76                    |

| فريق كوجياس ميتلر لوك برو للدراجات ‏ CGS | فريق كوجياس ميتلر لوك برو للدراجات ‏ CGS | فريق كوجياس ميتلر لوك برو للدراجات ‏ CGS |
| --------------------------------------- | --------------------------------------- | --------------------------------------- |
| م                                       | عداء                                    | مرتبة                                   |
| 91                                      | Antri Christoforou ‏ (طريق)              | لم يكمل السباق                          |
| 92                                      | تمارا بالابولينا ‏ (طريق)                | 60                                      |
| 93                                      | Natalie Grinczer ‏                       | 48                                      |
| 94                                      | Elena Hartmann ‏                         | 74                                      |
| 96                                      | إيلينا بيروني                           | 93                                      |

| فريق سنويب للسيدات ‏ DFP | فريق سنويب للسيدات ‏ DFP | فريق سنويب للسيدات ‏ DFP |
| ----------------------- | ----------------------- | ----------------------- |
| م                       | عداء                    | مرتبة                   |
| 101                     | جولييت لابوس            | 19                      |
| 102                     | Francesca Barale ‏       | 56                      |
| 103                     | Eleonora Ciabocco ‏      | 55                      |
| 104                     | فايفر جورجي (طريق)      | 4                       |
| 105                     | NED                     | 104                     |
| 106                     | Nienke Vinke ‏           | 68                      |

| جامبو فيسما للسيدات ‏ TVL | جامبو فيسما للسيدات ‏ TVL | جامبو فيسما للسيدات ‏ TVL |
| ------------------------ | ------------------------ | ------------------------ |
| م                        | عداء                     | مرتبة                    |
| 111                      | ماريان فوس               | 1                        |
| 112                      | آنا هندرسون              | 11                       |
| 113                      | ريجان ماركوس             | 37                       |
| 114                      | NED                      | 21                       |
| 115                      | Fem van Empel ‏           | 25                       |
| 116                      | NED                      | 64                       |

| يو أي أيه تيم ‏ UAD | يو أي أيه تيم ‏ UAD   | يو أي أيه تيم ‏ UAD |
| ------------------ | -------------------- | ------------------ |
| م                  | عداء                 | مرتبة              |
| 121                | Silvia Persico ‏      | 70                 |
| 122                | ألينا أمياليوسيك     | 67                 |
| 123                | صوفيا بيرتيزولو      | 26                 |
| 124                | Eleonora Gasparrini ‏ | 6                  |
| 125                | Mikayla Harvey ‏      | 80                 |
| 126                | Alena Ivanchenko ‏    | 81                 |

| فريق أونو إكس برو للدراجات للسيدات ‏ UXM | فريق أونو إكس برو للدراجات للسيدات ‏ UXM | فريق أونو إكس برو للدراجات للسيدات ‏ UXM |
| --------------------------------------- | --------------------------------------- | --------------------------------------- |
| م                                       | عداء                                    | مرتبة                                   |
| 131                                     | سوزان أندرسن (طريق)                     | 59                                      |
| 132                                     | DEN                                     | 35                                      |
| 133                                     | Simone Boilard ‏                         | 14                                      |
| 134                                     | Marte Berg Edseth ‏                      | 54                                      |
| 135                                     | أنوسكا كوستر                            | 24                                      |
| 136                                     | Mie Bjørndal Ottestad ‏                  | 63                                      |

| Cofidis Women Team ‏ COF | Cofidis Women Team ‏ COF | Cofidis Women Team ‏ COF |
| ----------------------- | ----------------------- | ----------------------- |
| م                       | عداء                    | مرتبة                   |
| 141                     | FRA                     | 108                     |
| 142                     | Morgane Coston ‏         | 111                     |
| 143                     | Julie Bego ‏             | 50                      |
| 144                     | هانا لودفيغ             | 79                      |
| 145                     | Nikola Nosková ‏         | لم يبدأ                 |
| 146                     | كيرستي فان هافتن        | 107                     |

| EF Education–Oatly ‏ EFC | EF Education–Oatly ‏ EFC | EF Education–Oatly ‏ EFC |
| ----------------------- | ----------------------- | ----------------------- |
| م                       | عداء                    | مرتبة                   |
| 151                     | نينا كيسلر              | 58                      |
| 152                     | Veronica Ewers ‏         | 62                      |
| 153                     | Letizia Borghesi ‏       | 49                      |
| 154                     | Clara Emond ‏            | 36                      |
| 155                     | Magdeleine Vallieres ‏   | 53                      |
| 156                     | كلارا كوبينبرج          | 57                      |

| GT Krush Rebellease Pro Cycling ‏ BPC | GT Krush Rebellease Pro Cycling ‏ BPC | GT Krush Rebellease Pro Cycling ‏ BPC |
| ------------------------------------ | ------------------------------------ | ------------------------------------ |
| م                                    | عداء                                 | مرتبة                                |
| 161                                  | Marissa Baks ‏                        | 106                                  |
| 162                                  | هنريتا كولبورن                       | 102                                  |
| 163                                  | Femke de Vries ‏                      | 61                                   |
| 164                                  | NED                                  | 119                                  |
| 165                                  | Renee Van Hout‏                       | 65                                   |
| 166                                  | Meike Uiterwijk Winkel ‏              | 118                                  |

| باركهوتل فالكنبورغ ‏ VWT | باركهوتل فالكنبورغ ‏ VWT | باركهوتل فالكنبورغ ‏ VWT |
| ----------------------- | ----------------------- | ----------------------- |
| م                       | عداء                    | مرتبة                   |
| 171                     | Sabrina Stultiens ‏      | 34                      |
| 172                     | Anne Dijkstra ‏          | 43                      |
| 173                     | Eline Jansen (cyclist) ‏ | 28                      |
| 174                     | NED                     | 86                      |
| 175                     | Quinty Schoens ‏         | 45                      |
| 176                     | Margot Vanpachtenbeke ‏  | 46                      |

| بنجوال شوفالمير ‏ CHE | بنجوال شوفالمير ‏ CHE | بنجوال شوفالمير ‏ CHE |
| -------------------- | -------------------- | -------------------- |
| م                    | عداء                 | مرتبة                |
| 183                  | مالين إريكسن ‏        | 114                  |
| 184                  | Cleo Kiekens ‏        | 78                   |
| 185                  | حنا نيلسون           | لم يكمل السباق       |
| 186                  | Emily Watts ‏         | لم يكمل السباق       |

| Hess Cycling Team ‏ HCT | Hess Cycling Team ‏ HCT | Hess Cycling Team ‏ HCT |
| ---------------------- | ---------------------- | ---------------------- |
| م                      | عداء                   | مرتبة                  |
| 191                    | Sara Casasola ‏         | 94                     |
| 192                    | Nicole Frain ‏          | 100                    |
| 193                    | Rotem Gafinovitz ‏      | 99                     |
| 194                    | Grace Lister ‏          | 115                    |
| 195                    | Holly Ramsey‏           | OTL                    |
| 196                    | Liv Wenzel‏             | 117                    |

| دروبز ‏ LPW | دروبز ‏ LPW             | دروبز ‏ LPW     |
| ---------- | ---------------------- | -------------- |
| م          | عداء                   | مرتبة          |
| 201        | هايدي فرانز            | لم يكمل السباق |
| 202        | أليسيا غونزاليس بلانكو | 109            |
| 203        | Ella Jamieson‏          | 121            |
| 204        | Eluned King ‏           | 112            |
| 205        | SWE                    | 66             |
| 206        | NED                    | 88             |

| لوتو بيليسول للسيدات ‏ LDL | لوتو بيليسول للسيدات ‏ LDL | لوتو بيليسول للسيدات ‏ LDL |
| ------------------------- | ------------------------- | ------------------------- |
| م                         | عداء                      | مرتبة                     |
| 211                       | NED                       | 120                       |
| 212                       | Audrey De Keersmaeker ‏    | 122                       |
| 213                       | Alberte Greve ‏            | 98                        |
| 214                       | BEL                       | OTL                       |
| 215                       | Anna van Wersch ‏          | 105                       |
| 216                       | Quinty van de Guchte ‏     | 91                        |

| Proximus-Cyclis CT‏ ___ | Proximus-Cyclis CT‏ ___ | Proximus-Cyclis CT‏ ___ |
| ---------------------- | ---------------------- | ---------------------- |
| م                      | عداء                   | مرتبة                  |
| 221                    | Amber Aernouts‏         | لم يكمل السباق         |
| 223                    | Adèle Hurteloup‏        | لم يكمل السباق         |
| 224                    | Lone Meertens ‏         | لم يكمل السباق         |
| 225                    | Febe Poppe‏             | 113                    |
| 226                    | NED                    | 90                     |

| تيم كوب هايتك بوردكتس ‏ HPU | تيم كوب هايتك بوردكتس ‏ HPU | تيم كوب هايتك بوردكتس ‏ HPU |
| -------------------------- | -------------------------- | -------------------------- |
| م                          | عداء                       | مرتبة                      |
| 231                        | India Grangier ‏            | لم يكمل السباق             |
| 232                        | NOR                        | 95                         |
| 233                        | NOR                        | 103                        |
| 234                        | NOR                        | 101                        |
| 235                        | April Tacey ‏               | 116                        |
| 236                        | NED                        | 87                         |

## التصنيف العام النهائي
| التصنيف العام         | التصنيف العام        | التصنيف العام             | التصنيف العام | التصنيف العام |
| المتسابقة             | المتسابقة            | الفريق                    | الوقت         |               |
| --------------------- | -------------------- | ------------------------- | ------------- | ------------- |
| 1                     | ماريان فوس           | جامبو فيسما للسيدات ‏      | 2 س 35 د 02 ث |               |
| 2                     | لورينا ويبيس         | إس دي وركس ‏               | + 0 ث         |               |
| 3                     | Ingvild Gåskjenn ‏    | Liv AlUla Jayco ‏          | + 0 ث         |               |
| 4                     | فايفر جورجي          | فريق سنويب للسيدات ‏       | + 0 ث         |               |
| 5                     | إليسا ونغو بورغيني   | Lidl–Trek (women's team) ‏ | + 0 ث         |               |
| 6                     | Eleonora Gasparrini ‏ | يو أي أيه تيم ‏            | + 0 ث         |               |
| 7                     | آشلي مولمان          | إن إكس تي جي ريسينغ ‏      | + 0 ث         |               |
| 8                     | Amber Kraak ‏         | FDJ–Suez ‏                 | + 0 ث         |               |
| 9                     | Yara Kastelijn ‏      | بلانتور بورا سيلينج تيم ‏  | + 0 ث         |               |
| 10                    | ثريا بالادين         | كانيون–إس آر إيه إم ‏      | + 0 ث         |               |
|                       |                      |                           |               |               |
| مصدر: ProCyclingStats |                      |                           |               |               |

### تصنيف النقاط
| تصنيف النقاط          | تصنيف النقاط         | تصنيف النقاط              | تصنيف النقاط | تصنيف النقاط |
| المتسابقة             | المتسابقة            | الفريق                    | النقاط       |              |
| --------------------- | -------------------- | ------------------------- | ------------ | ------------ |
| 1                     | لوت كوبيكي           | إس دي وركس ‏               | 2110 نقطة    |              |
| 2                     | إليسا بالسامو        | Lidl–Trek (women's team) ‏ | 1828 نقطة    |              |
| 3                     | لورينا ويبيس         | إس دي وركس ‏               | 1532 نقطة    |              |
| 4                     | ماريان فوس           | جامبو فيسما للسيدات ‏      | 1320 نقطة    |              |
| 5                     | إليسا ونغو بورغيني   | Lidl–Trek (women's team) ‏ | 1303 نقطة    |              |
| 6                     | Puck Pieterse ‏       | بلانتور بورا سيلينج تيم ‏  | 920 نقطة     |              |
| 7                     | فايفر جورجي          | فريق سنويب للسيدات ‏       | 852 نقطة     |              |
| 8                     | شيرين فان أنروي      | Lidl–Trek (women's team) ‏ | 732 نقطة     |              |
| 9                     | Neve Bradbury ‏       | كانيون–إس آر إيه إم ‏      | 718 نقطة     |              |
| 10                    | Katarzyna Niewiadoma | كانيون–إس آر إيه إم ‏      | 684 نقطة     |              |
|                       |                      |                           |              |              |
| مصدر: ProCyclingStats |                      |                           |              |              |

## تصنيف الفرق

### الفرق حسب النقاط
| ترتيب الفرق حسب النقاط | ترتيب الفرق حسب النقاط           | ترتيب الفرق حسب النقاط | ترتيب الفرق حسب النقاط |
| الفريق                 | الفريق                           | النقاط                 |                        |
| ---------------------- | -------------------------------- | ---------------------- | ---------------------- |
| 1                      | Lidl–Trek (women's team) ‏        | 4790 نقطة              |                        |
| 2                      | إس دي وركس ‏                      | 4423 نقطة              |                        |
| 3                      | كانيون–إس آر إيه إم ريسينغ 2024 ‏ | 2586 نقطة              |                        |
| 4                      | فريق سنويب للسيدات ‏              | 2377 نقطة              |                        |
| 5                      | جامبو فيسما للسيدات ‏             | 2314 نقطة              |                        |
| 6                      | يو أي أيه تيم 2024 ‏              | 2301 نقطة              |                        |
| 7                      | FDJ–Suez ‏                        | 1824 نقطة              |                        |
| 8                      | بلانتور بورا سيلينج تيم ‏         | 1762 نقطة              |                        |
| 9                      | Liv AlUla Jayco ‏                 | 1731 نقطة              |                        |
| 10                     | إن إكس تي جي ريسينغ ‏             | 1358 نقطة              |                        |
|                        |                                  |                        |                        |
| مصدر: ProCyclingStats  |                                  |                        |                        |

## تصانيف فرعية

### تصنيف أفضل شاب
| تصنيف أفضل شابة       | تصنيف أفضل شابة | تصنيف أفضل شابة           | تصنيف أفضل شابة | تصنيف أفضل شابة |
| المتسابقة             | المتسابقة       | الفريق                    | الوقت           |                 |
| --------------------- | --------------- | ------------------------- | --------------- | --------------- |
| 1                     | Puck Pieterse ‏  | بلانتور بورا سيلينج تيم ‏  |                 |                 |
| 2                     | شيرين فان أنروي | Lidl–Trek (women's team) ‏ |                 |                 |
| 3                     | Neve Bradbury ‏  | كانيون–إس آر إيه إم ‏      |                 |                 |
|                       |                 |                           |                 |                 |
| مصدر: ProCyclingStats |                 |                           |                 |                 |

## وصلات خارجية
- لمحة عن سباق سباق أمستل الذهبي للسيدات 2024 على موقع  ProCyclingStats   (برو  سايكلنج  ستاتس) - إحصاءات  محترفي  الدراجات.
- سباق أمستل الذهبي للسيدات 2024 على موقع إحصائيات الدراجات الإحترافية (الإنجليزية)